# 2020年のロシア
2020年のロシア （2020ねんのロシア）では、2020年のロシアに関する出来事について記述する。

## 国家元首等
- 大統領
  - 第4代: ウラジーミル・プーチン （2012年5月7日 - ）
- 首相
  - 第10代: ドミートリー・メドヴェージェフ （2012年5月8日 - 2020年1月16日）
  - 第11代: ミハイル・ミシュスティン （2020年1月16日 - ）
    - 首相代理: アンドレイ・ベロウソフ （2020年4月30日 - 2020年5月19日）

## できごと

### 1月
- 1月16日 - ミハイル・ミシュスティン、第11代首相に就任。

### 4月
- 4月30日 - ミハイル・ミシュスティン、新型コロナウイルス感染症の検査で陽性反応が出たため、自主隔離に入る。アンドレイ・ベロウソフ、首相代理に就任。

### 5月
- 5月19日 - ミハイル・ミシュスティン、首相に復帰。